# Лоцман (роман)
«Ло́цман, или Морска́я исто́рия» (англ. The Pilot: A Tale of the Sea) — морской роман американского писателя Джеймса Фенимора Купера, опубликованный в 1824 году.

## История создания
Поводом к написанию «Лоцмана» послужила дискуссия о романе Вальтера Скотта «Пират». Купер считал, что Скотт совсем не разбирается в морском деле и что о море можно написать более интересную книгу. Он решил доказать это на практике, опираясь на свой опыт четырёхлетней службы морским офицером.
Работа над «Лоцманом» началась весной 1823 года, но неоднократно прерывалась из-за болезни автора и ряда несчастий (смерть сына, пожар, уничтоживший дом Купера, очередная опись имущества за долги, судебный иск от департамента по военно-морским делам). Роман увидел свет только в январе 1824 года.

## Сюжет
Действие романа происходит во время Войны за независимость североамериканских колоний. Прототипом главного героя стал Джон Пол Джонс. Купер имел мало источников об этом человеке, поэтому лоцман мистер Грей окружён в романе атмосферой таинственности. Во время войны он поднимается на борт американского фрегата у побережья Англии и с этого момента руководит действиями американских моряков; никто, кроме капитана, не знает, что это за человек, но всем понятно, что это прирождённый моряк, которому следует повиноваться. Выполнив свою миссию, лоцман уходит на шлюпке в открытое море. В последнем бою с англичанами гибнет капитан, но другие важные персонажи, лейтенанты Барстейбл и Грифит, спасаются и возвращаются домой вместе со своими невестами Кэтрин и Сесилией. Таким образом, любовная линия в романе приходит к счастливому финалу.

## Реакция
«Лоцман» снискал большой успех у публики. Сам Купер отмечал, что эта книга не менее популярна, чем «Шпион». Первый американский тираж в три тысячи экземпляров был распродан в течение месяца, и уже в феврале вышло второе, исправленное, издание. В Англии после первого издания (тысяча экземпляров) также сразу вышло второе (ещё 750). Английские критики оценили роман очень высоко, поставив его рядом с книгами Даниэля Дефо и Тобайаса Смоллетта. Под их влиянием начали одобрительно отзываться о «Лоцмане» и американские рецензенты, до этого не знавшие, как оценить первый опыт Купера в «морском» жанре. Именно «Лоцман», несмотря на успех предыдущих книг, сделал Купера знаменитостью в Европе и повлиял на таких классиков жанра, как Герман Мелвилл и Джозеф Конрад.
Роман вызвал интерес к личности Джона Пола Джонса. При этом критики обратили внимание на неудачную разработку образа главного героя: Купер «так и не понял, что расплывчатости изображения и налета таинственности еще недостаточно для создания героического образа. В Лоцмане, человеке без родины, он хотел изобразить трагического героя. Вместо этого получился байронический герой, исполненный печали, с нахмуренным челом, таинственными влечениями и весьма комичными манерами».
Сюжетный материал «Лоцмана» использовал Александр Дюма-отец, сделавший Джона Пола Джонса главным героем своего романа «Капитан Поль» (1838).